# Guînes
Pour les articles homonymes, voir Guines.
Guînes est une commune française située dans le département du Pas-de-Calais en région Hauts-de-France. Ses habitants sont appelés les Guînois. La commune est le siège de la communauté de communes Pays d'Opale.
La commune de Guînes (nom porté depuis 1801) est située dans le nord du département du Pas-de-Calais à 8 km, à vol d'oiseau, au sud de la commune de Calais et à 13 km au sud-est du cap Blanc-Nez. C’est une commune de type petite ville avec une population de 5 508 habitants au dernier recensement de 2022.
Située dans le parc naturel régional des Caps et Marais d'Opale, Guînes est riche de trois espaces protégés et gérés, de quatre ZNIEFF et deux sites Natura 2000.
Sur le territoire communal se trouve un monument qui fait l’objet d’une inscription au titre des monuments historiques : la colonne Blanchard, du nom de l'aéronaute Jean-Pierre Blanchard et un site classé : la tour de l'Horloge.

## Géographie

### Localisation
Localisée dans le nord du département du Pas-de-Calais, Guînes est une commune située, à vol d'oiseau, à 13 km au sud-est du cap Blanc-Nez et à 8 km au sud de la commune de Calais (chef-lieu d'arrondissement).
Le territoire de la commune est limitrophe de ceux de huit communes.
Les communes limitrophes sont Les Attaques, Andres, Bouquehault, Caffiers, Campagne-lès-Guines, Fiennes, Hames-Boucres et Hermelinghen.

### Géologie et relief
La superficie de la commune est de 26,42 km2 ; son altitude varie de 0  à   166 mètres.

### Hydrographie
Le territoire de la commune est situé dans le bassin Artois-Picardie.
Guînes est une zone de captage d'eau potable et une zone de marais (au nord de la commune), soumise à des inondations.
La commune est reliée à Calais par le canal de Guînes creusé en 1669, muni de deux chemins de halage, dont l'un, celui de la rive droite menant de Guînes à la Tournée d’Ardres sera mal entretenu et peu à peu occupé par des riverains. L'autre dit la Digue devient le seul utilisé. Le 10 janvier 1849, une adjudication lance les travaux d'élargissement de ce canal de Guînes. Le canal de Guînes, d'une longueur de 6,56 km, prend sa source dans la commune et se jette dans le canal de Calais au niveau de la commune de Coquelles.

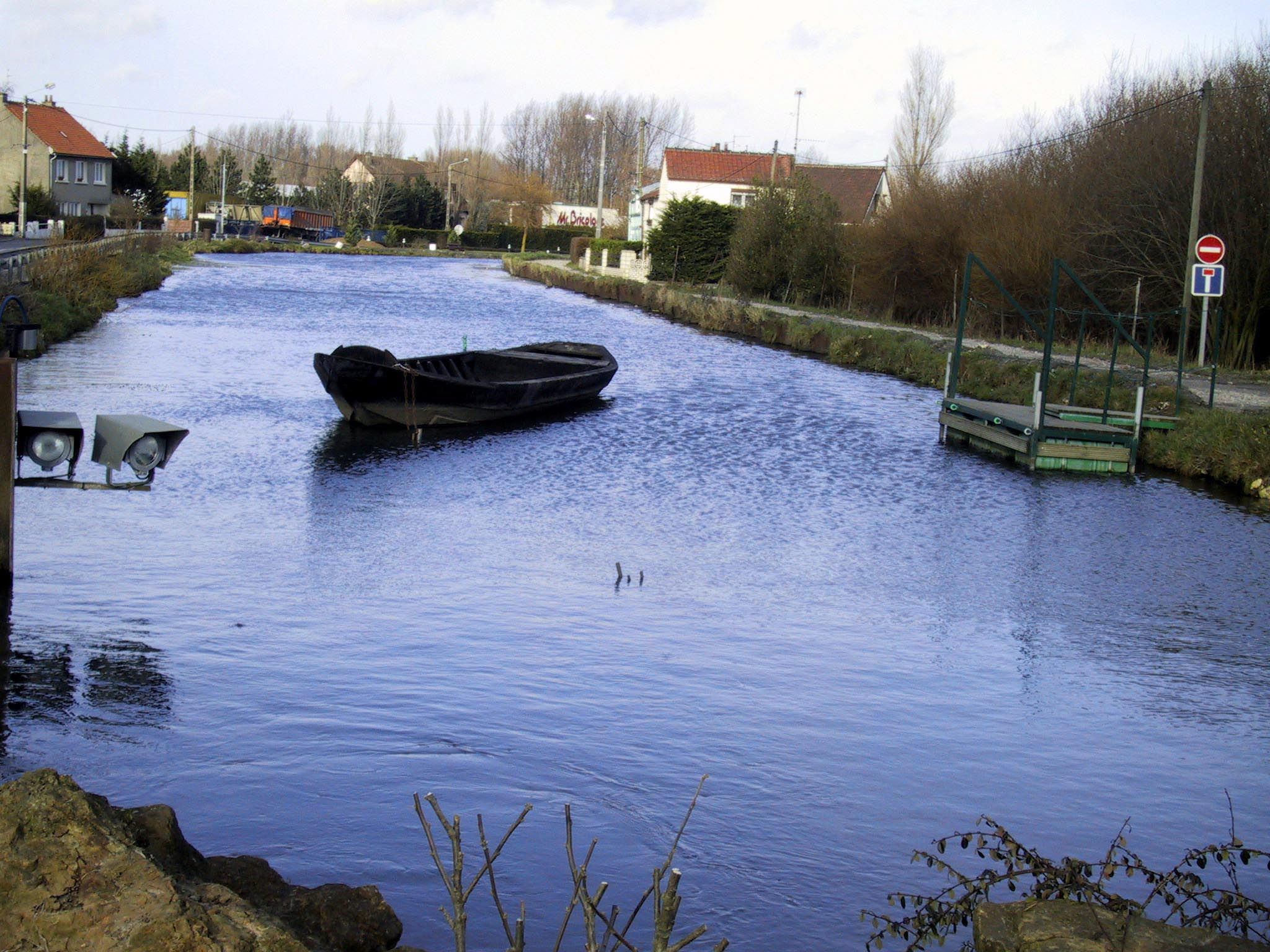
L'extrémité du canal à Guînes.
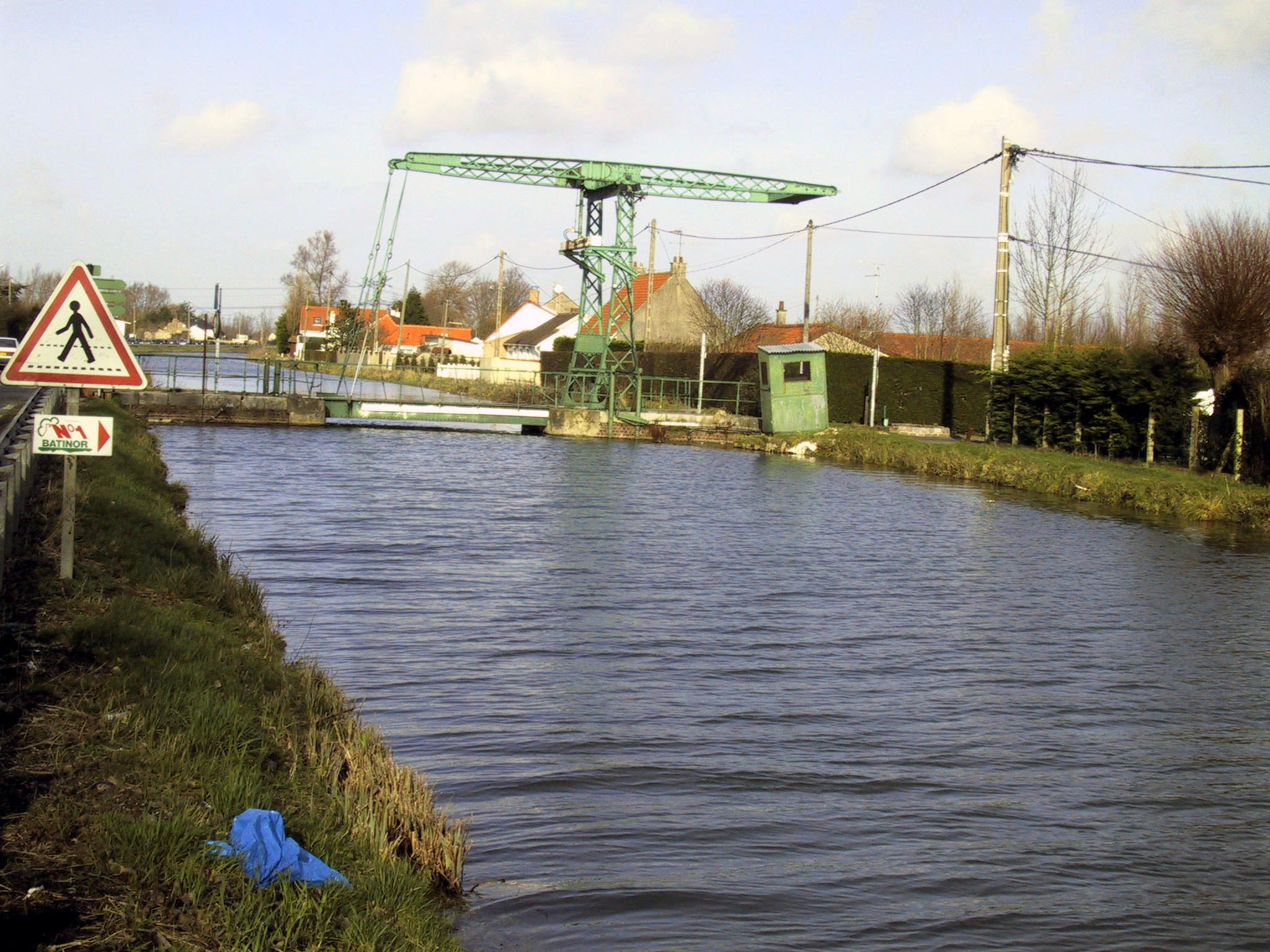
Un pont-levis sur le canal.

La commune est également traversée par plusieurs cours d'eau :
- la rivière d'Hames-Boucres, d'une longueur de 9,52 km, qui prend sa source dans la commune et termine sa course dans la commune de Coquelles[6] ;

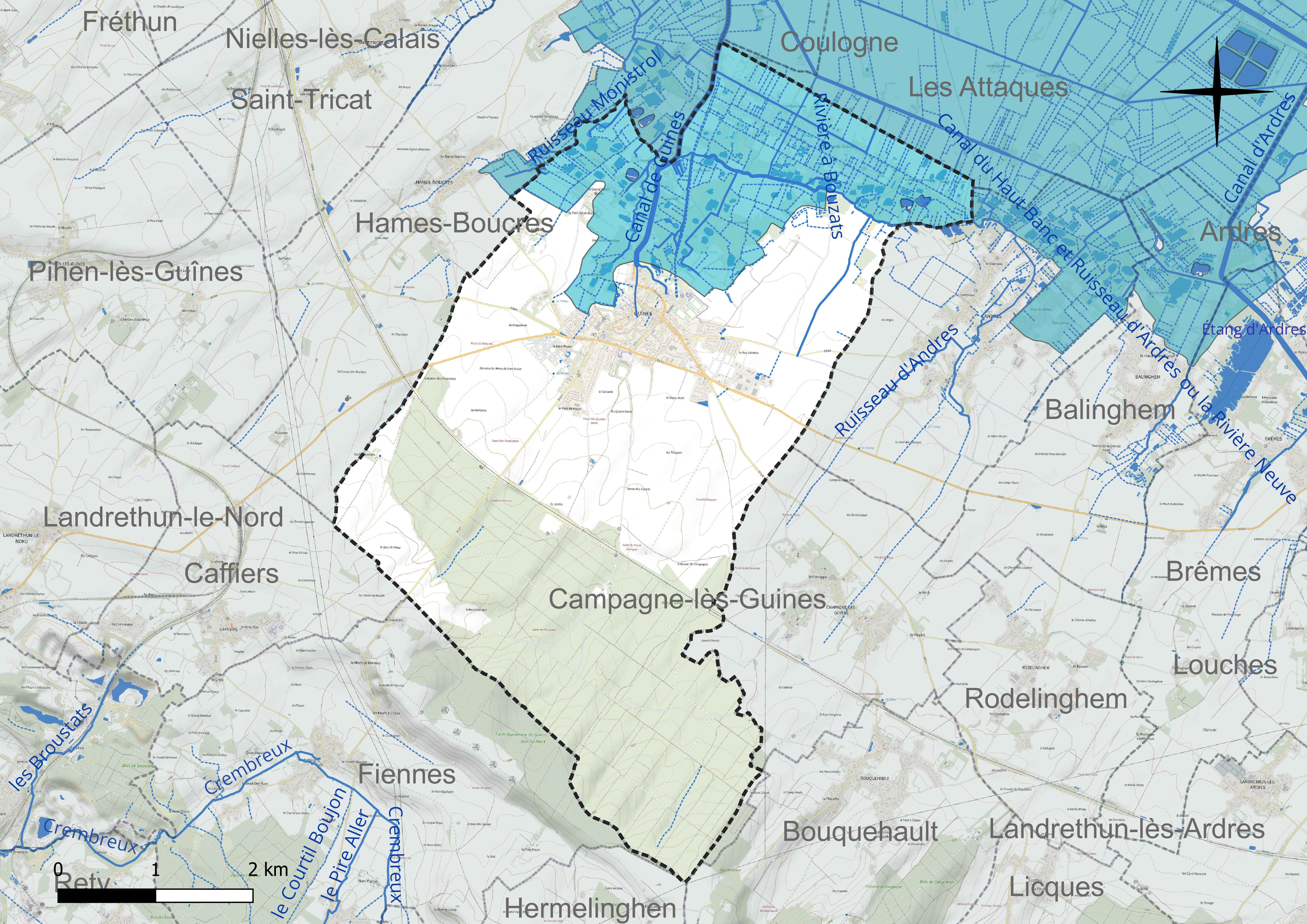
Réseau hydrographique de Guînes.

- la rivière à Bouzats, d'une longueur de 3,59 km, qui prend sa source dans la commune d'Andres et se jette dans le canal du haut banc et ruisseau d'ardres ou la rivière neuve au niveau de la commune des Attaques[7] ;
- le Banc des Attaques, d'une longueur de 1,58 km, qui prend sa source dans la commune et se jette dans la rivière à Bouzats au niveau de la commune[8] ;
- le ruisseau Monistrol, d'une longueur de 1,39 km, qui prend sa source dans la commune et se jette dans la rivière d'Hames-Boucres au niveau de la commune d'Hames-Boucres[9] ;
- la rivière de bouzats, d'une longueur de 1,04 km, qui prend sa source dans la commune d'Hames-Boucres et se jette dans la rivière à Bouzats au niveau de la commune de Guînes[10] ;
- le ruisseau de la Minoterie, d'une longueur de 0,58 km, qui prend sa source dans la commune et se jette dans le canal de Guînes au niveau de la commune[11].

### Climat
Pour des articles plus généraux, voir Climat des Hauts-de-France et Climat du Nord-Pas-de-Calais.
En 2010, le climat de la commune est de type climat océanique franc, selon une étude du CNRS s'appuyant sur une série de données couvrant la période 1971-2000. En 2020, Météo-France publie une typologie des climats de la France métropolitaine dans laquelle la commune est exposée à un climat océanique et est dans la région climatique Côtes de la Manche orientale, caractérisée par un faible ensoleillement (1 550 h/an) ; forte humidité de l’air (plus de 20 h/jour avec humidité relative > 80 % en hiver), vents forts fréquents.
Pour la période 1971-2000, la température annuelle moyenne est de 10,6 °C, avec une amplitude thermique annuelle de 12,7 °C. Le cumul annuel moyen de précipitations est de 873 mm, avec 11,9 jours de précipitations en janvier et 7,9 jours en juillet. Pour la période 1991-2020, la température moyenne annuelle observée sur la station météorologique la plus proche, située sur la commune de Licques à 10 km à vol d'oiseau, est de 10,5 °C et le cumul annuel moyen de précipitations est de 1 138,1 mm,. Pour l'avenir, les paramètres climatiques de la commune estimés pour 2050 selon différents scénarios d'émission de gaz à effet de serre sont consultables sur un site dédié publié par Météo-France en novembre 2022.

### Paysages
Pour un article plus général, voir Paysage en France.
La commune s'inscrit dans les « paysages des coteaux calaisiens et du pays de Licques » tels qu'ils sont définis dans l'atlas de paysages de la région Nord-Pas-de-Calais, conçu par la direction régionale de l'Environnement, de l'Aménagement et du Logement (DREAL),.
Ces « paysages des coteaux calaisiens et du pays de Licques » concernent 56 communes du Pas-de-Calais. Ces paysages s'étendent sur environ 30 km de long (est-ouest) et 15 km de large (nord-sud) et présentent deux sous-ensembles : les coteaux calaisiens au nord et le pays de Licques au sud. Les altitudes de ces paysages varient de 206 m dans le Pays de Licques, à 120 m dans l’ouest des coteaux Calaisiens, près de Guînes, et à 10 m dans l'est, près d'Audruicq.
Ces paysages recouvrent trois entités écopaysagères : les collines guînoises qui constituent le rebord septentrional de l'Artois, l'entité de Bredenarde qui appartient à la plaine maritime flamande, et la cuvette de Licques. Ils sont constitués de 59,70 % de cultures, de 17,30 % de forêts, de 15,11 % de prairies naturelles, permanentes, de 7,45 % d'espaces artificialisés, avec les quatre principales communes que sont Audruicq, Ardres, Guînes et Licques, de 0,27 % d'industries, et de 0,18 % de cours d'eau et plan d'eau.
Les éléments structurants de ces paysages sont la LGV Nord et l'A26, la rivière la Hem qui coule du sud vers le nord-est, les escarpements sur les coteaux du Calaisis et autour du pays de Licques et, d'ouest en est, les différents boisements comme la forêt de Guînes, le bois de l'Abbaye, la forêt de Tournehem et une partie de la forêt d'Éperlecques.

### Milieux naturels et biodiversité
La commune abrite un riche patrimoine naturel et aquatique grâce au marais de Guînes, qui a en 2010 fait l'objet d'une étude concernant la valeur des services rendus par le marais et la biodiversité qu'il abrite.

#### Espaces protégés et gérés
La protection réglementaire est le mode d’intervention le plus fort pour préserver des espaces naturels remarquables et leur biodiversité associée.
Dans ce cadre, la commune fait partie de trois espaces protégés et gérés : 
- le parc naturel régional des Caps et Marais d'Opale, d’une superficie de 132 499 ha réparties sur 154 communes, géré par le syndicat mixte d'aménagement et de gestion du parc naturel régional des Caps et Marais d'Opale[22] ;
- le marais de Guînes et d'Andres, protégée par un arrêté préfectoral de protection de biotope, d'une superficie de 255,874 ha[23] ;
- le marais de la Commandance, d'une superficie de 6,766 ha, terrain géré (location, convention de gestion) par le Conservatoire d'espaces naturels des Hauts-de-France[24].

#### Zones naturelles d'intérêt écologique, faunistique et floristique
L’inventaire des zones naturelles d'intérêt écologique, faunistique et floristique (ZNIEFF) a pour objectif de réaliser une couverture des zones les plus intéressantes sur le plan écologique, essentiellement dans la perspective d’améliorer la connaissance du patrimoine naturel national et de fournir aux différents décideurs un outil d’aide à la prise en compte de l’environnement dans l’aménagement du territoire.
Le territoire communal comprend trois ZNIEFF de type 1 : 
- la forêt domaniale de Guînes et ses lisières. Cette ZNIEFF est située sur les marges des collines de l'Artois dont elle marque le rebord septentrional, en limite de la plaine maritime flamande[25] ;
- les watergangs des Attaques et d'Andres et le lac d'Ardres. Cette ZNIEFF est marqué par la présence d’un réseau dense de fossés, mares et watergangs[26] ;
- Le site du marais de Guînes. Cette ZNIEFF, situé au pied des collines crayeuses de l'Artois, aux portes de la plaine maritime flamande, correspond à l’ancien delta de l’Aa dans lequel se trouvent des tourbières[27].

et une ZNIEFF de type 2 : la boutonnière de pays de Licques. Cette ZNIEFF, de 17 830 ha, s'étend sur 43 communes.

Carte des ZNIEFF de type 1 et 2 sur la commune
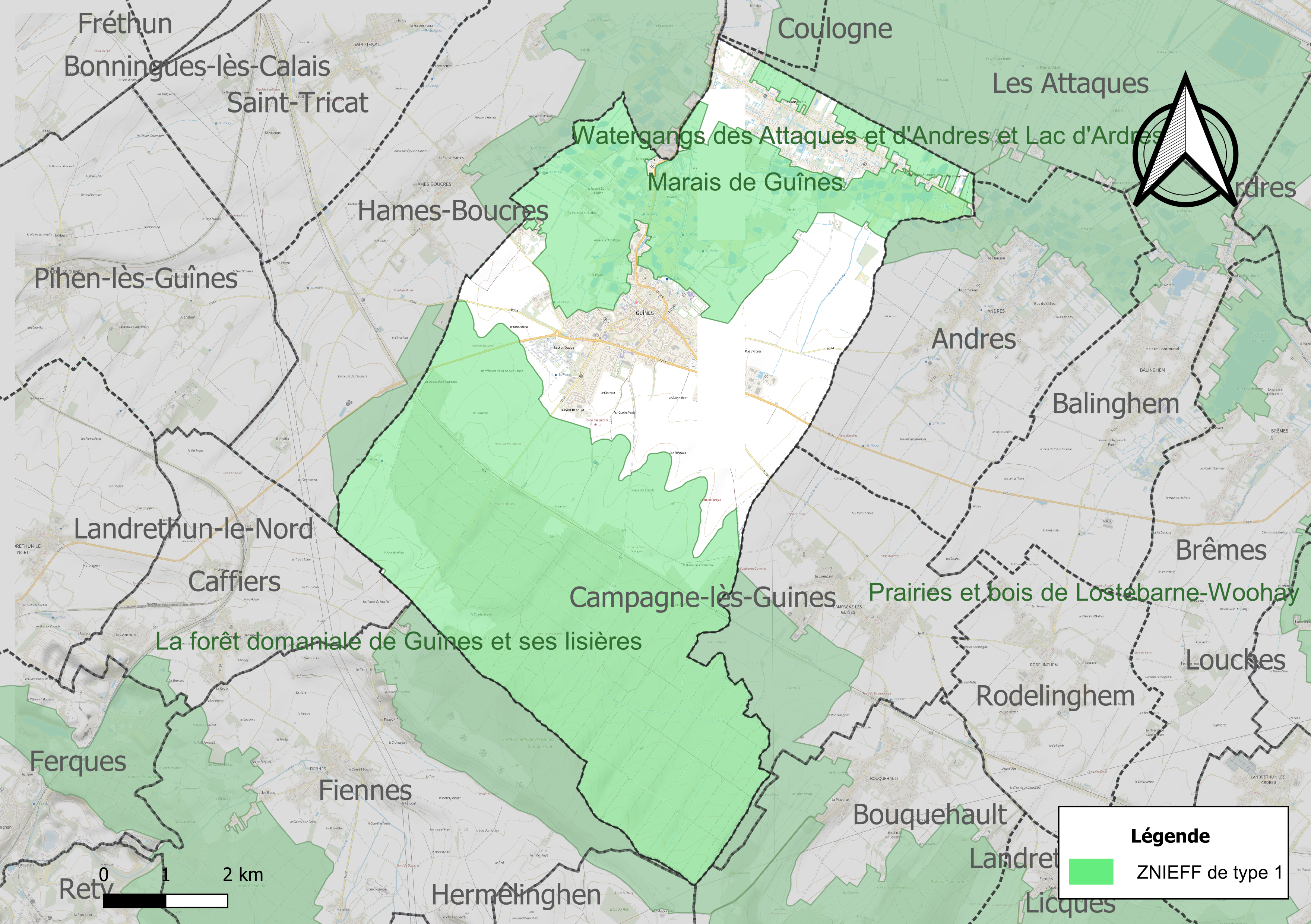
Carte des ZNIEFF de type 1 sur la commune.
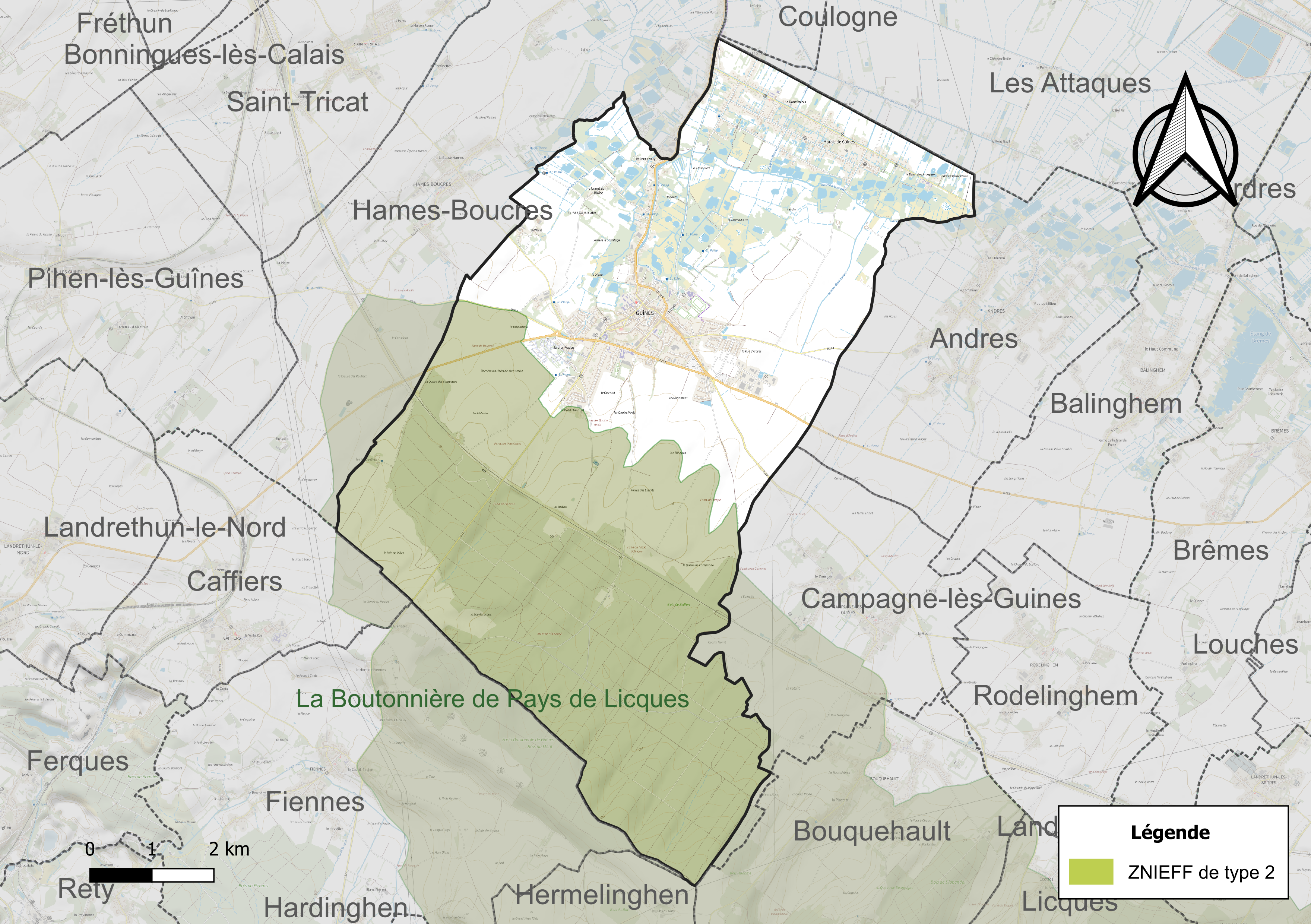
Carte de la ZNIEFF de type 2 sur la commune.

#### Sites Natura 2000
Le réseau Natura 2000 est un réseau écologique européen de sites naturels d’intérêt écologique élaboré à partir des directives « habitats » et « oiseaux ». Ce réseau est constitué de zones spéciales de conservation (ZSC) et de zones de protection spéciale (ZPS). Dans les zones de ce réseau, les États membres s'engagent à maintenir dans un état de conservation favorable les types d'habitats et d'espèces concernés, par le biais de mesures réglementaires, administratives ou contractuelles.
Sur la commune, deux sites Natura 2000 de type B sont définis en site d'importance communautaire (SIC) : 
- les pelouses et bois neutrocalcicoles des cuestas du Boulonnais et du Pays de Licques et la forêt de Guînes, d'une superficie de 661 ha[30] ;
- les prairies et marais tourbeux de Guînes, d'une superficie de 139 ha[31].

#### Espèces faunistiques et floristiques
Le site de l’Inventaire national du patrimoine naturel (INPN) recense plusieurs espèces faunistiques et floristiques sur le territoire de la commune dont certaines sont protégées et d’autres menacées et quasi-menacées.

## Urbanisme

### Typologie
Au 1er janvier 2024, Guînes est catégorisée petite ville, selon la nouvelle grille communale de densité à sept niveaux définie par l'Insee en 2022.
Elle appartient à l'unité urbaine de Guînes, une agglomération intra-départementale regroupant deux  communes, dont elle est ville-centre,,. Par ailleurs la commune fait partie de l'aire d'attraction de Calais, dont elle est une commune de la couronne,. Cette aire, qui regroupe 45 communes, est catégorisée dans les aires de 50 000 à moins de 200 000 habitants,.

### Occupation des sols
L'occupation des sols de la commune, telle qu'elle ressort de la base de données européenne d’occupation biophysique des sols Corine Land Cover (CLC), est marquée par l'importance des territoires agricoles (46,8 % en 2018), en diminution par rapport à 1990 (50,4 %). La répartition détaillée en 2018 est la suivante : 
terres arables (38,5 %), forêts (31,3 %), zones humides intérieures (12,1 %), zones urbanisées (9,9 %), prairies (6,8 %), zones agricoles hétérogènes (1,5 %). L'évolution de l’occupation des sols de la commune et de ses infrastructures peut être observée sur les différentes représentations cartographiques du territoire : la carte de Cassini (XVIIIe siècle), la carte d'état-major (1820-1866) et les cartes ou photos aériennes de l'IGN pour la période actuelle (1950 à aujourd'hui).

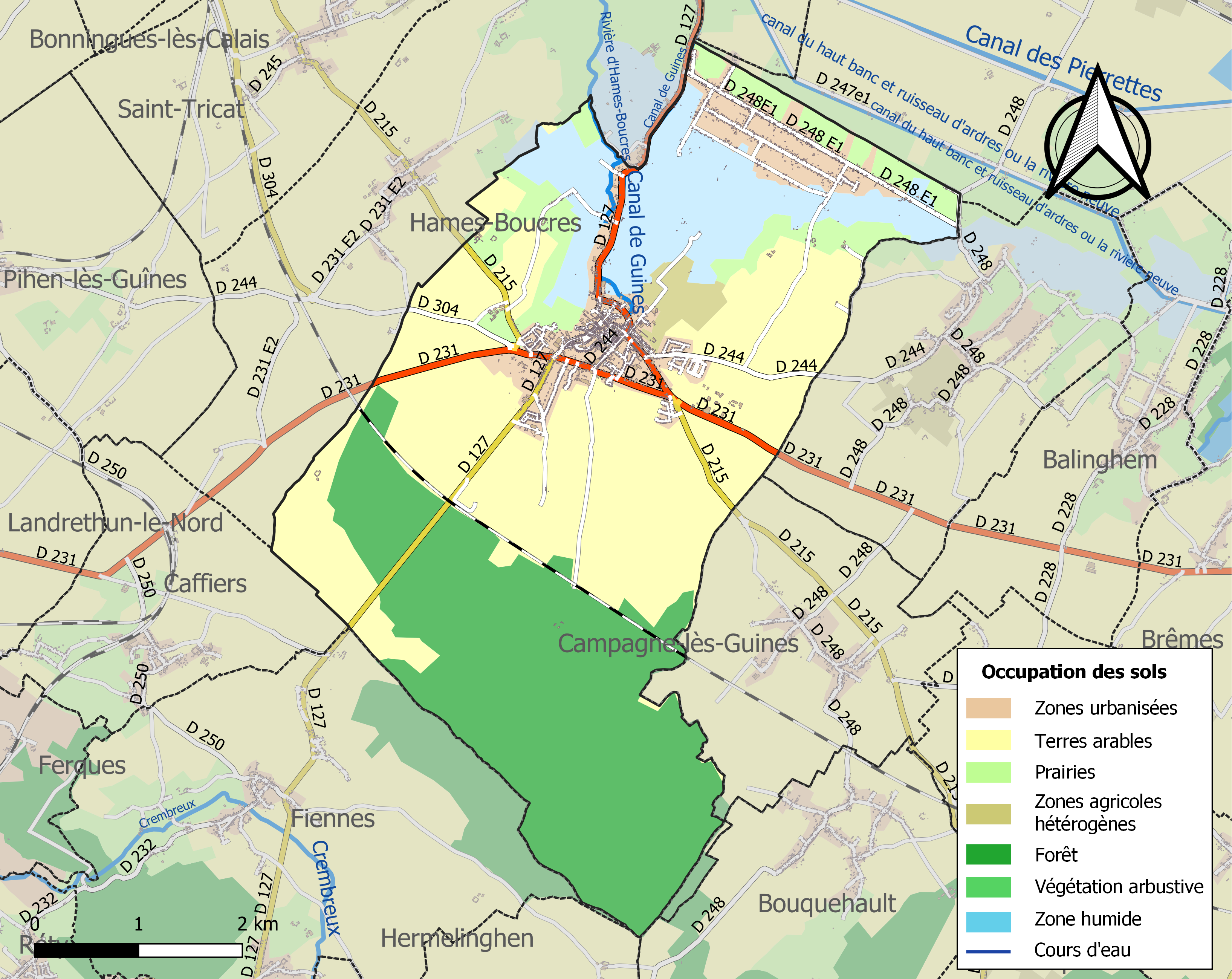
Carte des infrastructures et de l'occupation des sols de la commune en 2018 (CLC).

### Logement
En 2021, le nombre total de logements dans la commune était de 2 337, alors qu'il était de 2 273 en 2015 et de 2 171 en 2010
, soit une progression du nombre total de logements de 7,6 % depuis 2010.
Parmi ces 2 337 logements, 92,1 % étaient des résidences principales, (soit 2 152 logements), 0,9 % des résidences secondaires et 7,0 % des logements vacants. Ces logements étaient pour 89,7 % d'entre eux des maisons individuelles et pour 9,7 % des appartements.
Sur les 2 152 résidences principales, 61,5 % sont occupées par des propriétaires, 36,5 % par des locataires et 2,0 % par des personnes logées gratuitement.
Le tableau ci-dessous présente la typologie des logements à Guînes en 2021 en comparaison avec celle du Pas-de-Calais et de la France entière. Une caractéristique marquante du parc de logements est ainsi la faible proportion des résidences secondaires et logements occasionnels (0,9 %) par rapport au département (6,5 %) et à la France entière (9,7 %) ainsi que d'une proportion de logements vacants (7,0 %) inférieure à celle du département (7,3 %) et de la France entière (8,1 %).
| Typologie                                               | Guînes | Pas-de-Calais | France entière |
| ------------------------------------------------------- | ------ | ------------- | -------------- |
| Résidences principales (en %)                           | 92,1   | 86,1          | 82,2           |
| Résidences secondaires et logements occasionnels (en %) | 0,9    | 6,5           | 9,7            |
| Logements vacants (en %)                                | 7,0    | 7,3           | 8,1            |

### Voies de communication et transports

#### Voies de communication
La commune est desservie par les routes départementales D 127, D 215 et D 231 et est située à 10 km, au sud, de la sortie no 43 de l'autoroute A16, appelée L'Européenne, reliant la région parisienne et la frontière belge.

#### Transports
La commune se trouve à 9 km au sud-est de la gare de Calais - Fréthun, située sur la ligne LGV Nord et la ligne de Boulogne-Ville à Calais-Maritime, desservie par des TGV inOui et des TER (dont TERGV).
Elle est desservie par les lignes de bus 6 et 13 du réseau Imag'in, reliant Guînes et Calais.

### Risques naturels et technologiques

#### Risque inondation
La commune est reconnue en état de catastrophe naturelle à la suite des inondations et coulées de boue du 1er au 3 novembre 2012.
À la suite du passage des tempêtes Ciarán, Domingos et Elisa et des inondations et coulées de boue qui se sont produites, la commune est reconnue, par arrêté du 14 novembre 2023, en état de catastrophe naturelle pour inondations et coulées de boue sur la période du 2 au 12 novembre 2023, comme 179 autres communes du département.

#### Risque mouvements de terrains
Le risque lié au retrait-gonflement des argiles est contrasté sur la commune. Il est nul sur la partie sud du territoire communal, faible sur la majorité de la ville et fort au nord de celle-ci ainsi qu'au niveau d'une langue se prolongeant vers le sud-ouest de la ville.

#### Risque sismique
Le risque sismique est faible sur l'ensemble du territoire communal (zone 2 sur 5 du zonage mis en place en mai 2011), comme dans la majorité du Pas-de-Calais.

## Toponymie
Le nom de la localité est attesté sous les formes Gisna en 807 ; Gisnes en 1097 ; Gisnium en 1137 ; Wisnæ en 1160 ; Gysnes en 1193 ; Gynes, Ghines vers 1198 ; Ginnes, Ghuisnes en 1220 ; Ghignes en 1221 ; Ghisnes en 1227 ; Gines en 1228 ; Guysnes en 1273 ; Ghisnæ au XIIIe siècle ; Ghinnes en 1325 ; Guinæ en 1355 ; Guynes en 1375 ; Guines en 1377 ; Ghinghes en 1380 ; Guisnes en 1556 ; Guygnes en 1559; Guines en 1793 ; Guines et Guînes depuis 1801.
Giezene en flamand.

## Histoire

### Antiquité
L'ancien village fut situé sur le trait de côte lors de la transgression marine Dunkerque II qui a immergé le bas pays des moëres puis toutes les terres des Flandres maritimes françaises et belges, repoussant les populations qui occupaient ces terres ou y produisaient du sel vers les collines périphériques.

### Moyen Âge
La ville de Guînes fut la capitale d'un comté qui n'a pas été sans renom dans l'histoire. Un rôle particulier est sans doute lié à sa position géographique stratégique, sur la déclivité du plateau qui sépare le Boulonnais du Calaisis, au bord de la plaine marécageuse, aujourd'hui parfaitement assainie, qui s'étend jusqu'au rivage de la mer.
Les origines de la ville de Guînes se perdent dans le Haut Moyen Âge. Après la colonisation romaine, puis la retraite des Romains et d'une partie des Gaulois romanisés face à la poussée des grandes invasions barbares, le territoire de Guînes devint, selon la légende - car nous ne possédons aucun document précis sur cette époque - la propriété d'Aigneric, maire du palais de Thibert II, roi des Burgondes.
Lorsque Sifrid le Danois et ses vikings peut-être débarqués à Pitgam vinrent s'emparer, en 928, de l'endroit où s'élève aujourd'hui Guînes, ce n'était probablement qu'une bourgade sans défense. On pense qu'il y fit élever une motte qu'il entoura de haies vives et ceinte d'un double fossé pour s'y mettre à l'abri en cas d'attaque (cette motte existe encore aujourd'hui). C'est là l'origine du château fort de Guînes.
Selon les historiens anciens de cette période, le comte de Flandre, Arnoul le Vieux, aurait renoncé à contre-attaquer et aurait livré au pirate viking sa fille Elstrude en mariage ; il investit Sifrid le Danois comte de Guînes, ce qui en faisait aussi un vassal du comte de Flandre.
Sous les successeurs de Sifrid, Guînes et ses environs acquirent une importance considérable. Dès le commencement du XIIe siècle, le comte Manassés Ier de Guînes fonda dans les faubourgs de sa capitale, une abbaye de femmes de l'ordre de Saint-Benoît. Ce monastère fut placé sous le patronage de saint Léonard.
À cette époque, la ville de Guînes renfermait à l'intérieur de ses murailles trois paroisses, dont les églises étaient consacrées à saint Bertin, saint Pierre et saint Médard. À l'extérieur, des remparts existaient également, outre l'abbaye de Saint-Léonard, l'église de Saint-Blaise du hameau de Melleke, et la léproserie de Saint-Quentin dans le hameau de Spelleke (au Tournepuits).
À la fin du XIe siècle, Baudouin II fit construire en pierre de taille, sur le vieux donjon de Sifrid, un palais de forme circulaire auquel il donna une très grande élévation. En outre, il fit clore la ville de Guînes d'un mur de pierre, avec des tours de défense à chaque porte.
Au XIIIe siècle, comme d'autres cités du comté, Guînes dispose d'une administration communale relativement autonome par rapport au comte de Guînes, (commune) : en 1254, Arnould III de Guînes déclare devoir à ses échevins de Guînes, Ardres, Audervic (Audruicq), et du pays de Bredenarde la somme de 20 700 livres parisis qu'ils avaient payé pour sa rançon.
Cinq ans après la prise de Calais, le 22 janvier 1352, le château de Guînes fut livré par trahison aux Anglais, et en 1360, le traité de Brétigny abandonna complètement au roi d'Angleterre la ville et son comté.
Le 6 avril 1354, à Guînes, au terme de longues négociations le cardinal diplomate Guy de Boulogne, envoyé par le pape Innocent VI, parvint à mettre d'accord les représentants du roi de France et d'Angleterre sur un projet de traité de paix, qui était censé être signé par la suite en Avignon et qui n'aboutit finalement pas.
En 1436, dans le cadre du projet du siège de Calais , les troupes du duc de Bourgogne Philippe le Bon, prennent la forteresse de Balinghem  de même que celles d'Oye-Plage, Marck, Sangatte et assiègent Guînes, sans réussir à prendre le château.

### Époque moderne
En juin 1520 se tient entre Ardres et Guînes le Camp du Drap d'Or. Le roi de France François Ier y rencontre le roi d'Angleterre Henri VIII. Guînes est alors anglaise, comme Calais. Cette dernière et donc Guînes sont reprises par les Français en 1558 (Siège de Calais 1558) et les Anglais de Guînes durent retourner en Angleterre. Puis le XVIIe siècle est marqué dans la région par la guerre franco-espagnole. Il faut attendre le traité d'Utrecht en 1713 pour que la frontière du Nord soit fixée.

### Époque contemporaine

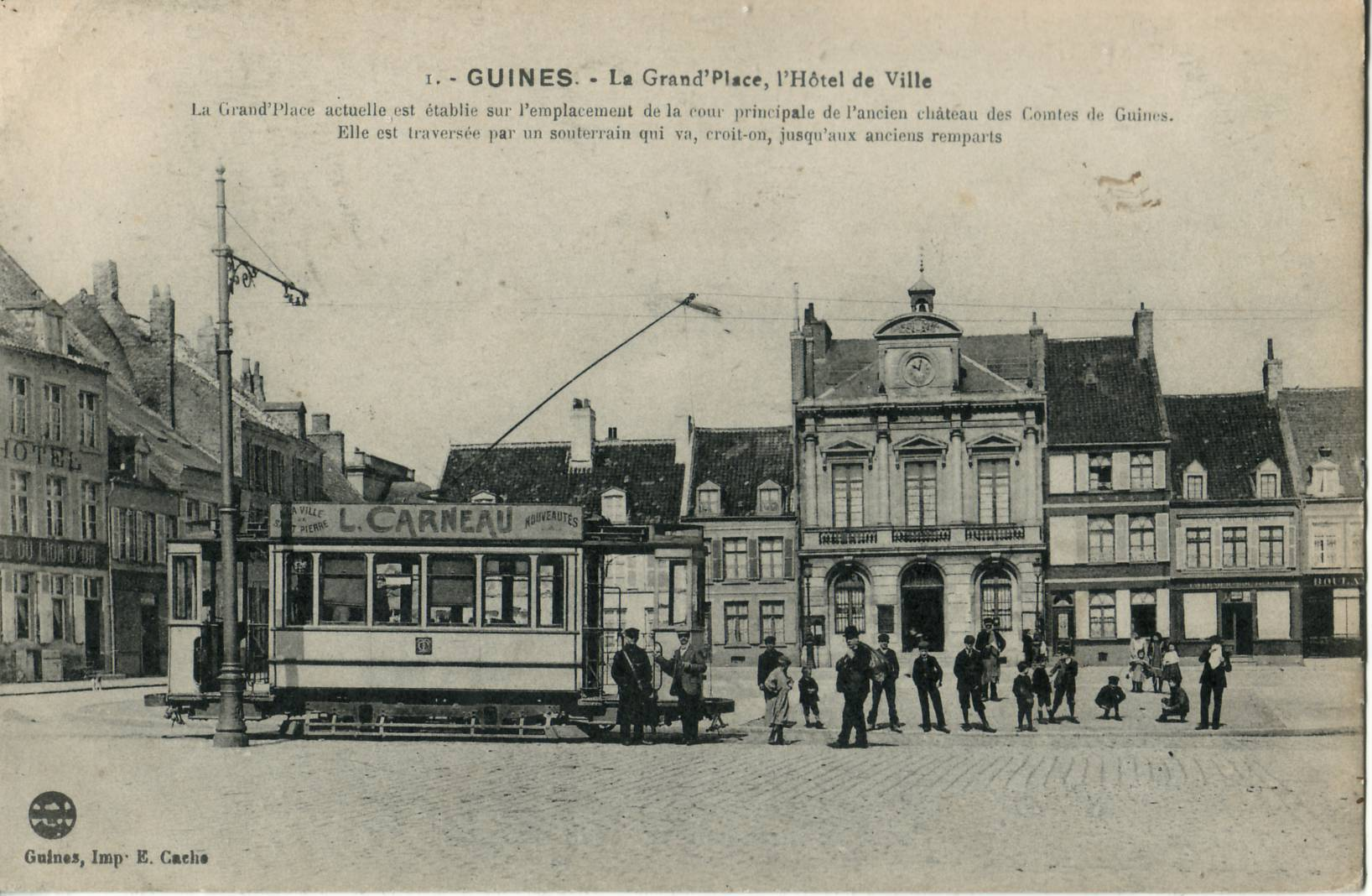
La ville fut desservie par le tramway de Calais de 1879 à 1940.

- C'est à Guînes, le 7 janvier 1785, que Jean-Pierre Blanchard et son ami et mécène américain John Jeffries terminent leur traversée de la Manche depuis Douvres en 2 heures 25 minutes, à bord d’un ballon gonflé à l’hydrogène.
- Le département du Pas-de-Calais est créé en 1790. La ligne de train Paris - Cassel - Dunkerque est créée en 1848. Les estaminets se multiplient au XIXe siècle.
- Guînes est en arrière du front durant la Première Guerre mondiale. La ville est le siège en 1917-1918 d'un commandement d'étapes, c'est-à-dire un élément de l'armée organisant le stationnement de troupes, comprenant souvent des chevaux, pendant un temps plus ou moins long, sur les communes dépendant du commandement, en arrière du front. Les communes dépendant de ce commandement d'étapes, Ardres, Brêmes, Fiennes, Hames-Boucres, Pihen-les-Guînes, Caffiers, Sangatte, Coquelles, Nielles-les-Calais, Andres, Peuplingues, Saint-Tricat, Bonningues-les-Calais, Frethun, Les Attaques, Balinghem, Marck, Coulogne, ont donc accueilli des troupes de passage[47]. Le 27 septembre 1917, un obus est retrouvé dans un champ de la commune (et signalé pour être rendu inoffensif)[48]. Il s'agissait d'un obus explosif anglais qui a été détruit sur place par les services de l'artillerie de Calais[49]. Le 1er octobre 1917, à 21h45, sept bombes ont été jetées (depuis un avion sans doute), dans les champs, au sud de la ville, à 150 m maximum des habitations; elles n'ont fait ni dégâts ni victimes[50]. Le 2 janvier 1918, le commandement d'étapes est transféré aux Attaques[51] avant de revenir à Guînes le 14 mars 1918[52].
- Elle est occupée durant la Seconde Guerre mondiale.

## Politique et administration

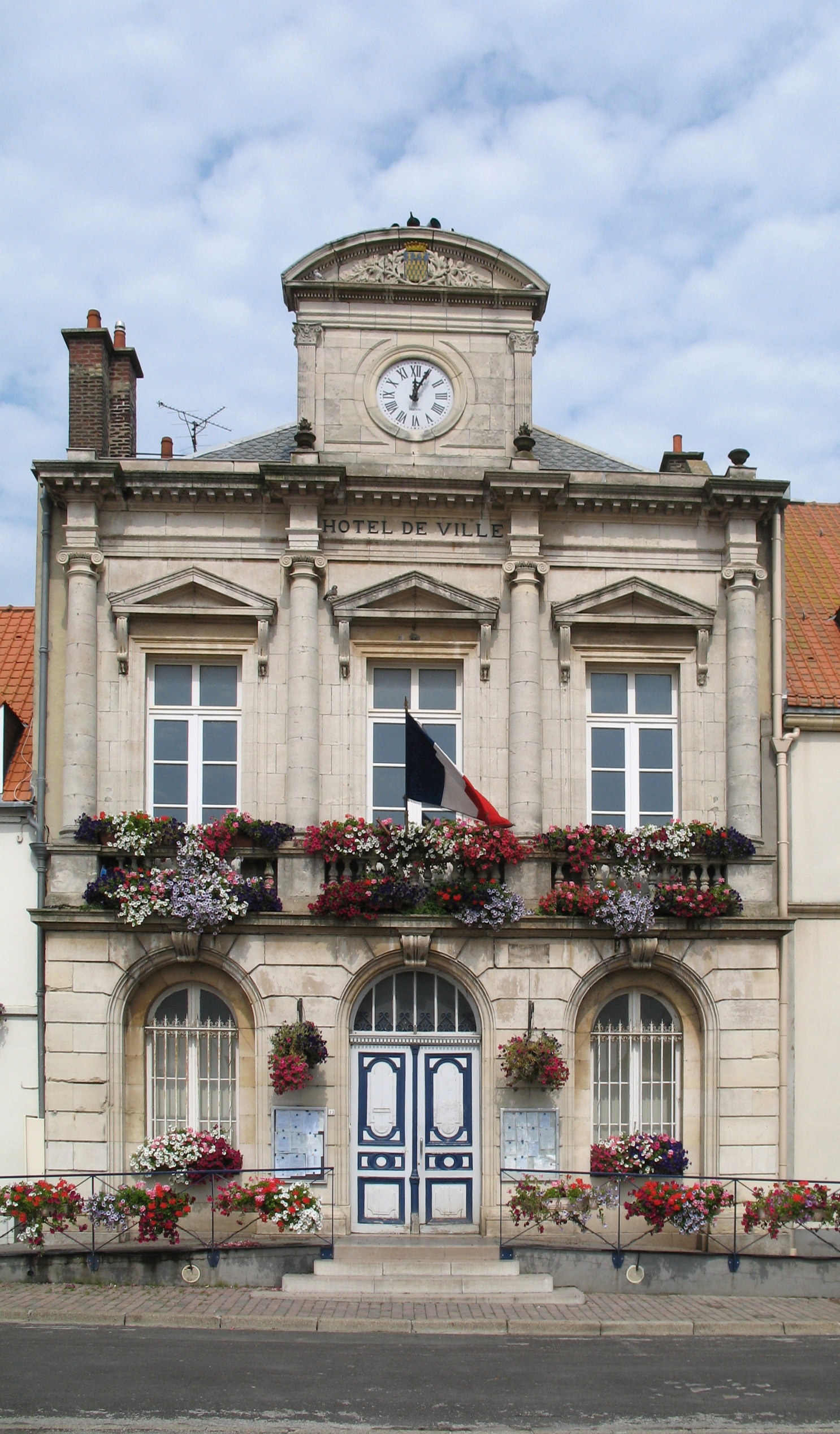
La mairie.

### Découpage territorial
La commune se trouve, depuis 1962, dans l'arrondissement de Calais du département du Pas-de-Calais, auparavant, depuis 1801, elle se trouvait dans l'arrondissement de Boulogne-sur-Mer.

#### Commune et intercommunalités
La commune est le siège de la communauté de communes Pays d'Opale qui regroupe 23 communes et compte 25 186 habitants en 2021.

#### Circonscriptions administratives
La commune est rattachée au canton de Calais-2. Avant le redécoupage cantonal de 2014, elle était, depuis 1801, rattachée au canton de Guînes.

#### Circonscriptions électorales
Pour l'élection des députés, la commune fait partie de la sixième circonscription du Pas-de-Calais.

### Élections municipales et communautaires

#### Élections municipales 2020
- Maire sortant : Éric Buy (PS)
- 29 sièges à pourvoir au conseil municipal (population légale 2017 : 5 626 habitants)
- 10 sièges à pourvoir au conseil communautaire (CC Pays d'Opale)

|                          |                          |                          |              |              |        |        |  |  |  |
| Tête de liste            | Tête de liste            | Liste                    | Premier tour | Premier tour | Sièges | Sièges |  |  |  |
| Tête de liste            | Tête de liste            | Liste                    | Voix         | %            | CM     | CC     |  |  |  |
|                          | Éric Buy,                | PS                       | 1 197        | 55,64        | 23     | 8      |  |  |  |
|                          | Éric Houdayer            | DVD                      | 552          | 25,66        | 4      | 1      |  |  |  |
|                          | Christophe Marécaux      | RN                       | 402          | 18,68        | 2      | 1      |  |  |  |
|                          |                          |                          |              |              |        |        |  |  |  |
| Votes valides            | Votes valides            | Votes valides            | 2 151        | 97,68        |        |        |  |  |  |
| Votes blancs             | Votes blancs             | Votes blancs             | 13           | 0,59         |        |        |  |  |  |
| Votes nuls               | Votes nuls               | Votes nuls               | 38           | 1,73         |        |        |  |  |  |
| Total                    | Total                    | Total                    | 2 202        | 100          | 29     | 10     |  |  |  |
| Abstention               | Abstention               | Abstention               | 1 680        | 43,28        |        |        |  |  |  |
| Inscrits / participation | Inscrits / participation | Inscrits / participation | 3 882        | 56,72        |        |        |  |  |  |

#### Liste des maires
| Période                                  | Période                      | Identité         | Étiquette   | Qualité |
| ---------------------------------------- | ---------------------------- | ---------------- | ----------- | --- |
| Les données manquantes sont à compléter. |                              |                  |             | |
| 7 juillet 1957                           | 21 mars 1965                 | Robert Lemaire   | SFIO        | Instituteur |
| 21 mars 1965                             | 13 mars 1983                 | Michel Chevalier | SE          | Industriel |
| 13 mars 1983                             | 18 juin 1995                 | Paul Warnault    | SE-DVD      | Enseignant |
| 18 juin 1995                             | 1er octobre 2007 (démission) | Hervé Poher      | PS          | Médecin généraliste Conseiller général du canton de Guînes (1994 → 2015) Président de la CC des Trois Pays (1997 → 2013)                              |
| 1er octobre 2007                         | 8 mars 2019 (démission)      | Marc Médine      | PS puis DVG | Responsable production maintenance Président de la CC des Trois Pays (2013 → 2017) puis de la CC Pays d'Opale (2017 →) Réélu pour le mandat 2014-2020 |
| 8 mars 2019                              | en cours                     | Éric Buy         | DVG         | Ancien adjoint à l’urbanisme Réélu pour le mandat 2020-2026,                                                                                          |

### Jumelages
La commune est jumelée avec :
| Ville | Ville       | Pays | Pays     | Période     |
| ----- | ----------- | ---- | -------- | ----------- |
|       | Kluisbergen |      | Belgique | depuis 1980 |

## Équipements et services publics

### Enseignement
La commune est située dans l'académie de Lille et dépend, pour les vacances scolaires, de la zone B.
Elle administre l'école maternelle du Centre, l'école maternelle et primaire André-Guilbert et l'école primaire Paul Warnault. Le département gère le collège les Quatre-Vents.
Sur le territoire de la commune se trouve un établissement privé : l'ensemble scolaire Jean-Bosco gérée par l'organisme de gestion de l'enseignement catholique (OGEC).

### Justice, sécurité, secours et défense
La commune dépend du tribunal de proximité de Calais, du conseil de prud'hommes de Calais, du tribunal judiciaire de Boulogne-sur-Mer, de la cour d'appel de Douai, du tribunal de commerce de Boulogne-sur-Mer, du tribunal administratif de Lille, de la cour administrative d'appel de Douai, du pôle nationalité du tribunal judiciaire de Boulogne-sur-Mer et du tribunal pour enfants de Boulogne-sur-Mer.

## Population et société

### Démographie
Les habitants de la commune sont appelés les Guînois.

#### Évolution démographique
L'évolution du nombre d'habitants est connue à travers les recensements de la population effectués dans la commune depuis 1793. Pour les communes de moins de 10 000 habitants, une enquête de recensement portant sur toute la population est réalisée tous les cinq ans, les populations de référence des années intermédiaires étant quant à elles estimées par interpolation ou extrapolation. Pour la commune, le premier recensement exhaustif entrant dans le cadre du nouveau dispositif a été réalisé en 2006.

En 2022, la commune comptait 5 508 habitants, en évolution de −2,63 % par rapport à 2016 (Pas-de-Calais : −0,72 %, France hors Mayotte : +2,11 %).
| 1793  | 1800  | 1806  | 1821  | 1831  | 1836  | 1841  | 1846  | 1851  |
| ----- | ----- | ----- | ----- | ----- | ----- | ----- | ----- | ----- |
| 2 342 | 2 598 | 3 016 | 3 207 | 3 859 | 3 775 | 4 097 | 4 618 | 4 134 |

| 1856  | 1861  | 1866  | 1872  | 1876  | 1881  | 1886  | 1891  | 1896  |
| ----- | ----- | ----- | ----- | ----- | ----- | ----- | ----- | ----- |
| 4 425 | 4 446 | 4 572 | 4 247 | 4 364 | 4 290 | 4 374 | 4 502 | 4 270 |

| 1901  | 1906  | 1911  | 1921  | 1926  | 1931  | 1936  | 1946  | 1954  |
| ----- | ----- | ----- | ----- | ----- | ----- | ----- | ----- | ----- |
| 4 157 | 4 407 | 4 358 | 4 287 | 4 270 | 4 223 | 4 273 | 4 347 | 4 590 |

| 1962  | 1968  | 1975  | 1982  | 1990  | 1999  | 2006  | 2011  | 2016  |
| ----- | ----- | ----- | ----- | ----- | ----- | ----- | ----- | ----- |
| 4 724 | 4 984 | 5 034 | 5 174 | 5 105 | 5 221 | 5 291 | 5 787 | 5 657 |

| 2021  | 2022  | - | - | - | - | - | - | - |
| ----- | ----- | - | - | - | - | - | - | - |
| 5 545 | 5 508 | - | - | - | - | - | - | - |

#### Pyramide des âges
En 2022, le taux de personnes d'un âge inférieur à 30 ans s'élève à 38,3 %, soit au dessus de la moyenne départementale (35,9 %). À l'inverse, le taux de personnes d'âge supérieur à 60 ans est de 23,4 % la même année, alors qu'il est de 25,8 % au niveau départemental.
En 2022, la commune comptait 2 693 hommes pour 2 852 femmes, soit un taux de 51,43 % de femmes, légèrement inférieur au taux départemental (51,59 %).
Les pyramides des âges de la commune et du département s'établissent comme suit :
| Hommes | Classe d’âge | Femmes |
| ------ | ------------ | ------ |
| 0,6    | 90 ou +      | 1,8    |
| 4,5    | 75-89 ans    | 8,0    |
| 15,1   | 60-74 ans    | 16,7   |
| 20,1   | 45-59 ans    | 19,3   |
| 18,9   | 30-44 ans    | 18,3   |
| 19,8   | 15-29 ans    | 16,9   |
| 21,1   | 0-14 ans     | 19,0   |

| Hommes | Classe d’âge | Femmes |
| ------ | ------------ | ------ |
| 0,5    | 90 ou +      | 1,6    |
| 5,6    | 75-89 ans    | 8,9    |
| 16,7   | 60-74 ans    | 18,1   |
| 20,2   | 45-59 ans    | 19,2   |
| 18,9   | 30-44 ans    | 18,1   |
| 18,2   | 15-29 ans    | 16,2   |
| 19,9   | 0-14 ans     | 17,9   |

### Manifestations culturelles et festivités
En août, le festival Vikings au parc pédagogique nature du marais de Guînes.

## Économie

### Revenus de la population et fiscalité
En 2021, la commune compte 2 126 ménages fiscaux, regroupant 5 317 personnes.
Le revenu fiscal médian par ménage, le taux de pauvreté des ménages et la part des ménages fiscaux imposés de la commune, du département du Pas-de-Calais et de la métropole sont les suivants :
- le revenu fiscal médian par ménage de la commune est de 19 160 €, inférieur à celui du département du Pas-de-Calais (20 720 €) et inférieur à celui de la France métropolitaine (23 080 €)[Insee 12],[Insee 13],[Insee 14] ;
- le taux de pauvreté des ménages de la commune est de 23 %, de 18,4 % au niveau du département et de 14,9 % au niveau de la métropole[Insee 15],[Insee 16],[Insee 17] ;
- la part des ménages fiscaux imposés dans la commune est de 37 %, de 44,1 % au niveau du département et de 53,4 % au niveau de la métropole[Insee 12],[Insee 13],[Insee 14].

### Tourisme

#### Hôtellerie, camping et autres hébergements collectifs
Au 1er janvier 2025, la commune dispose d'un hôtel de 7 chambres, d'un camping totalisant 198 emplacements et d'aucun autre type d'hébergement collectif,.

## Culture locale et patrimoine

### Lieux et monuments

#### Site classé
Un site classé ou inscrit est un espace (naturel, artistique, historique…) profitant d'une conservation en l'état (entretien, restauration, mise en valeur...) ainsi que d'une préservation de toutes atteintes graves (destruction, altération, banalisation...) en raison de son caractère remarquable au plan paysager. Un tel site justifie un suivi qualitatif, notamment effectué via une autorisation préalable pour tous travaux susceptibles de modifier l'état ou l'apparence du territoire protégé.
Dans ce cadre, la commune présente un site classé par arrêté du 16 mai 1916 : la tour de l'Horloge.

#### Monument historique
- La colonne Blanchard, du nom de l'aéronaute Jean-Pierre Blanchard, située dans la forêt domaniale, fait l’objet d’une inscription au titre des monuments historiques depuis le 19 avril 1972[76]. La colonne s'élève à l'endroit où se sont posés les premiers hommes ayant traversé la Manche par la voie des airs le 7 janvier 1785.

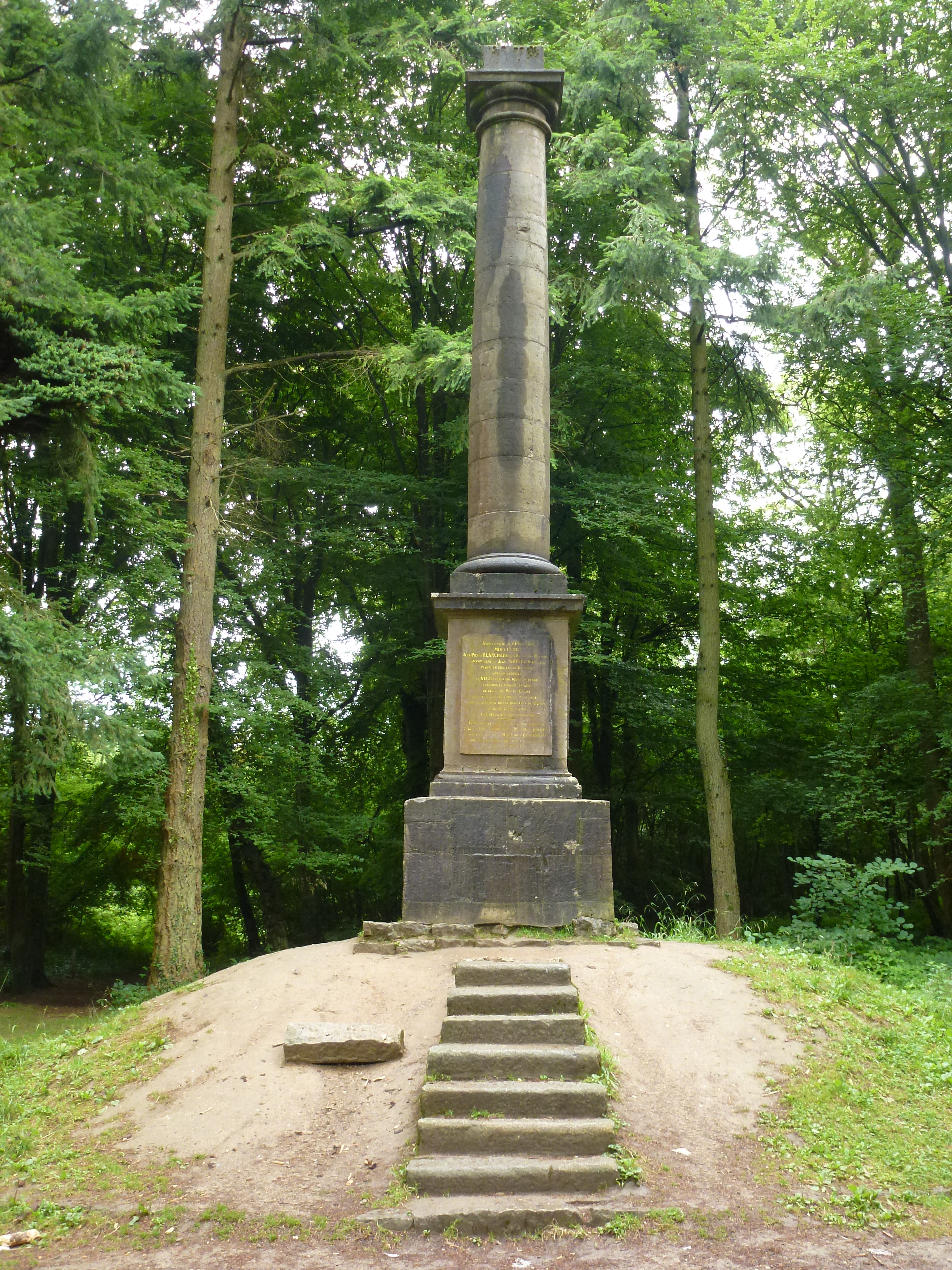
La colonne.
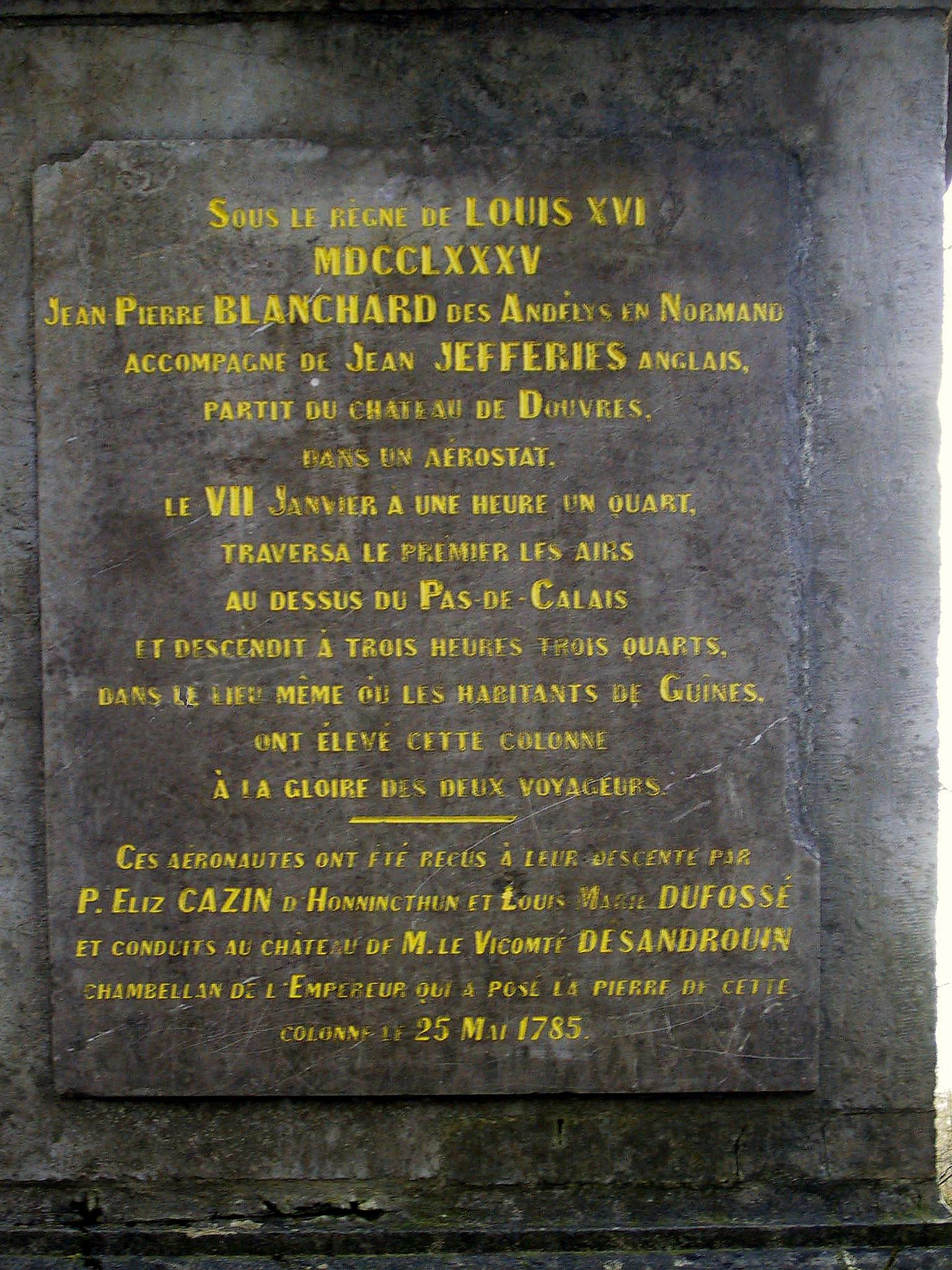
La plaque sur la colonne.

#### Autres monuments
- L'abbaye Saint-Léonard de Guînes, moniales, diocèse de Thérouanne puis de Boulogne-sur-Mer (Guînes, Pas-de-Calais).
- L’église Saint-Pierre-ès-Liens. Elle héberge 29 éléments patrimoniaux classés ou inscrits au titre d'objet des monuments historiques[77].
- L’église Jeanne-d’Arc du Marais. Elle héberge 4 éléments patrimoniaux inscrits au titre d'objet des monuments historiques[78].
- Le château de la Bien-Assise date du début du XIXe siècle.
- La tour de l'Horloge, musée. Elle héberge un élément patrimonial classé au titre d'objet des monuments historiques[79].
- Le monument aux morts[80].
- Le musée municipal. Il héberge 17 éléments patrimoniaux classés ou inscrits au titre d'objet des monuments historiques[81].
- Plusieurs bâtiments industriels se distinguent par leur taille, comme l'ancien moulin ou le silo agricole.

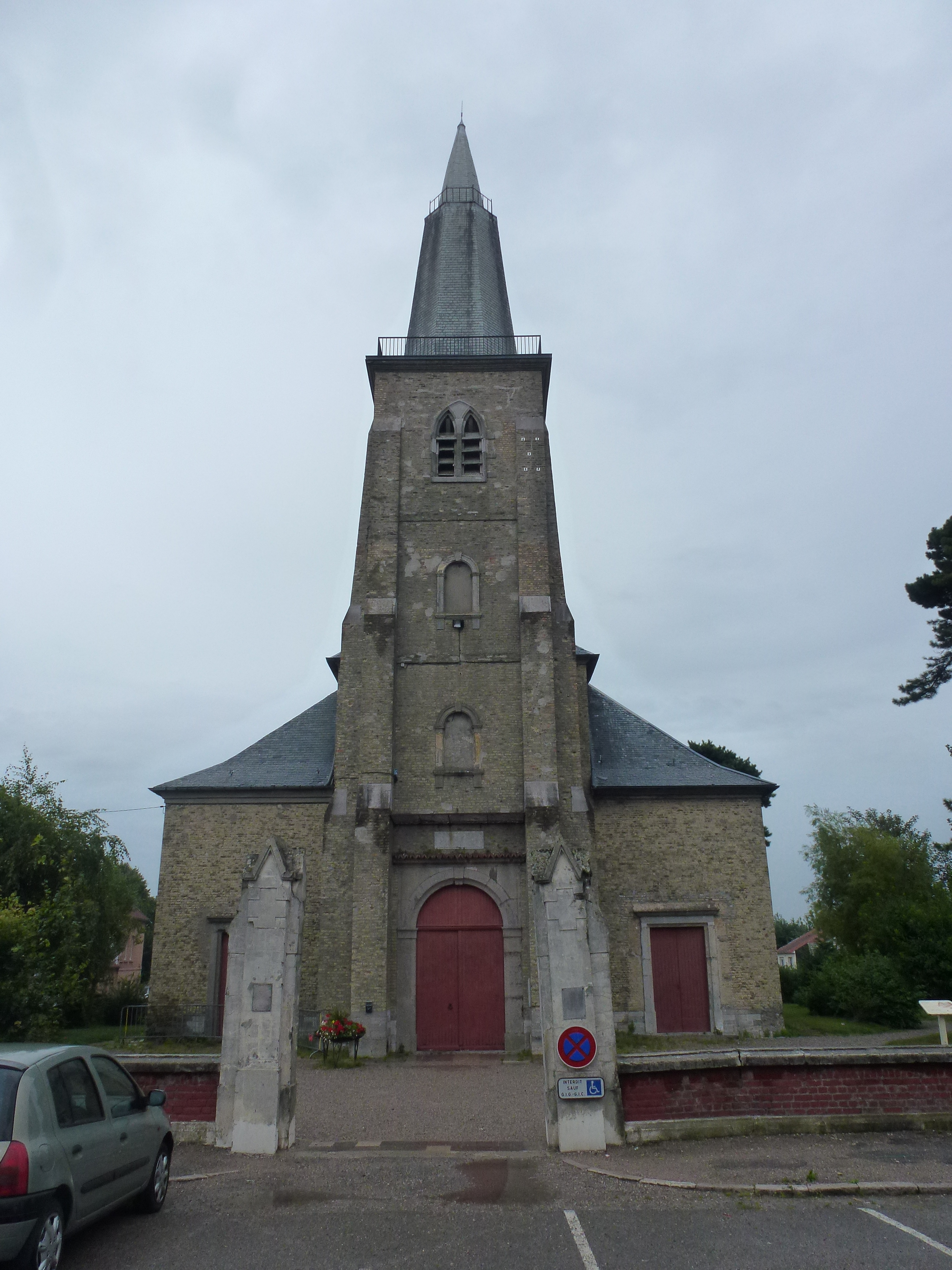
L’église Saint-Pierre-ès-Liens.
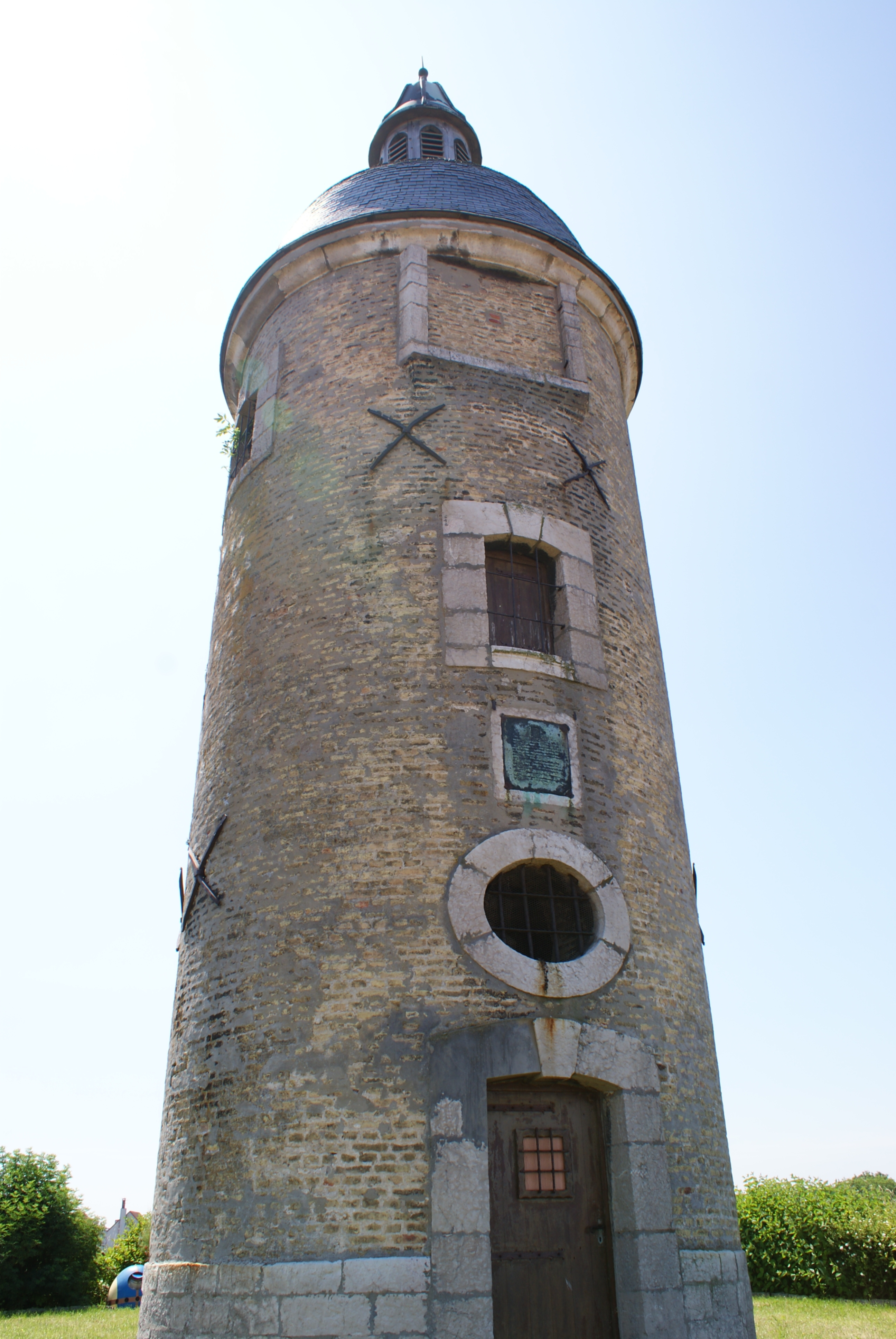
La tour de l'Horloge.
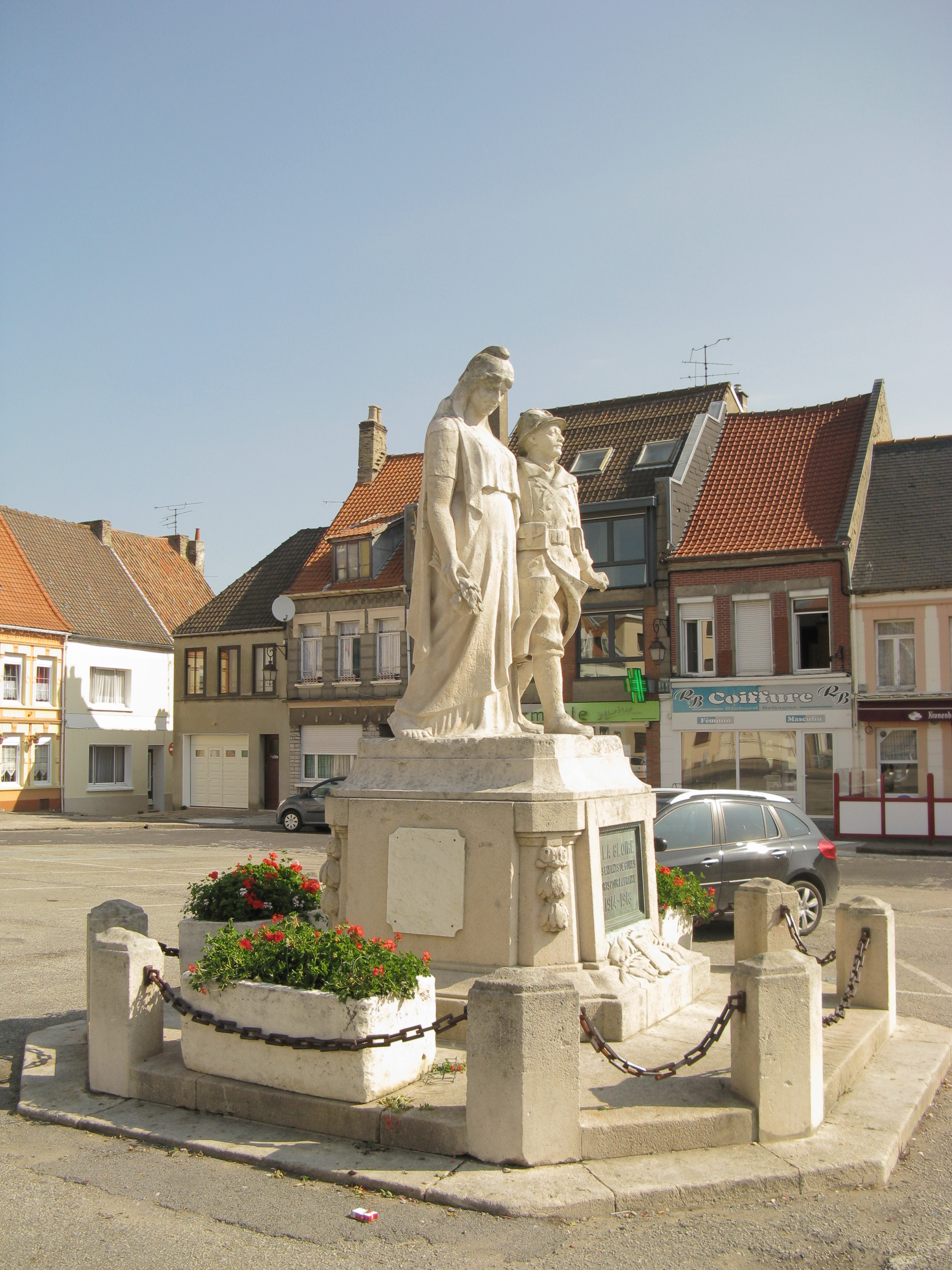
Le monument aux morts.

### Personnalités liées à la commune
- Les comtes de Guînes.
- Lambert de Guînes (- 1115), premier évêque d'Arras après la scission du diocèse de Cambrai entre Arras et Cambrai.
- August Édouart (1789-1861), peintre et « silhouettiste », mort à Guînes.
- Louis Fasquelle (de) (1808-1862), professeur d'université et romancier franco-américain, né à Guînes.
- Narcisse Boulanger (1854-1937), personnalité politique, mort à Guînes.
- Gaston Borch (en) (1871-1926), compositeur, né à Guînes.
- Arsène Piesset (en) (1919-1987), marathonien, né à Guînes.

### La commune dans les arts
- Friedrich-Guînes 1942, roman de Frédéric Minnebo, reçoit le 1er prix littéraire lors du Salon du Livre de Wissant en avril 2009. Le prix est décerné par l'association littéraire « Signe d'Opale ». L'action se situe à Guînes sous l'Occupation.

### Héraldique
| Blason de Guînes | Blason  | Vairé d'azur et d'or; au chef d'azur chargé de trois fleurs de lis d'or. |
| Blason de Guînes | Détails | Le statut officiel du blason reste à déterminer.                         |

## Pour approfondir

#### Bases de données, dictionnaires et encyclopédies
- Ressources relatives à la géographie :   - Insee (communes)
  - Ldh/EHESS/Cassini
- Ressource relative à plusieurs domaines :   - Annuaire du service public français
- Ressource relative à la musique :   - MusicBrainz
- Notice dans un dictionnaire ou une encyclopédie généraliste :   - Britannica
- Notices d'autorité :   - VIAF
  - BnF (données)
  - LCCN
  - Israël